# Apeadeiro de Marujal
O Apeadeiro de Marujal é uma interface do Ramal de Alfarelos, que serve a localidade de Marujal, no Distrito de Coimbra, em Portugal.

## Descrição

### Localização e acessos
Esta interface tem acesso pela Rua da Estrada Nacional (EN341), junto à localidade de Marujal, no Concelho de Montemor-o-Velho.

### Infraestrutura
Como apeadeiro numa linha de via única, esta interface tem uma só plataforma, com 127 m de comprimento e 825 mm de altura, situada do lado sul da via (lado direito do sentido ascendente, a Alfarelos).

### Serviços
Em dados de 2022, esta interface é servida por comboios de passageiros da C.P. de tipo suburbano, tipicamente com quinze circulações diárias em cada sentido, entre Coimbra e Figueira da Foz.

## História
O Ramal de Alfarelos foi aberto à exploração pela Companhia Real dos Caminhos de Ferro Portugueses em 8 de Junho de 1889. Em 2021 estava prevista para breve a duplicação da linha no troço Verride-Marujal.:103